# مايك رذرفورد
مايك رذرفورد (بالإنجليزية: Mike Rutherford) (و. 1950  م) هو عازف قيثارة، وكاتب أغاني بريطاني، ولد في غلدفورد، يستخدم آلات غيتار البيس، وقيثارة، وهو عضوٌ في جينيسيس.

## التعليم
تعلم في مدرسة شارترهاوس ‏.

## روابط خارجية
- مايك رذرفورد على موقع IMDb (الإنجليزية)
- مايك رذرفورد على موقع الموسوعة البريطانية (الإنجليزية)
- مايك رذرفورد على موقع ميوزك برينز (الإنجليزية)
- مايك رذرفورد على موقع إن إن دي بي (الإنجليزية)
- مايك رذرفورد على موقع أول ميوزيك (الإنجليزية)
- مايك رذرفورد على موقع ديسكوغز (الإنجليزية)
- مايك رذرفورد على موقع قاعدة بيانات الفيلم (الإنجليزية)